# Hans Fackelmann
Hans Fackelmann (n. 24 noiembrie 1933, Macea, România – d. 30 iulie 1979, Timișoara) a fost un arhitect și conferențiar universitar român de origine germană, făcând parte din grupul etnic al șvabilor din Banat. Ca arhitect s-a identificat cu perioada de înflorire a arhitecturii postbelice din România, proiectând timp de 20 de ani, împreuna cu soția sa Aurelia (1933-1991), arhitectă și ea, numeroase clădiri cu estetică funcționalistă în România.

## Studii
După absolvirea Liceului Moise Nicoară din Arad, H. Fackelmann a urmat studiile de arhitectură la Universitatea de Arhitectură și Urbanism Ion Mincu din București între anii 1953 la 1958.  După terminarea studiilor s-a angajat la Institutul de proiectare "IPROTIM" din Timișoara, activând până  în 1970 când s-a transferat la Departamentul de arhitectură și sistematizare a Facultății de Construcții a Institutului Politehinic Traian Vuia din Timișoara.

## Activitate
1958–1959 - Pavilion al Spitalului din comuna Bozovici, județul Caraș Severin;
1960–1961 - Planurile pentru Universitatea de Vest din Timișoara (ca șef de proiect), finalizată în 1965, clădirea fiind considerată printre primele construcții moderne din România;
1967–1968 - Sediul administrativ al Hidrocentralei „Porțile de Fier” din Turnu Severin;
1967–1969 - Liceul de Muzică „Ion Vidu” din Timișoara, în colaborare cu soția sa, arhitecta Aurelia Fackelmann;
1968–1969 - Studii preliminare pentru realizarea Institutului Agronomic din Timișoara, lucrare continuată și terminată de soția sa, Aurelia Fackelman în 1978;
1970–1976 - Biserica romano-catolică din Orșova, monument istoric (MH-II-m-B-10371), la care a colaborat cu inginerul constructor Victor Gioncu (1933-2013), sculptorul Péter Jecza și pictorul Gabriel Popa (1937–1995), care a realizat Calea Crucii.
Noua biserică romano-catolică din Orșova a fost ridicată în vremea comunismului după ce vechiul lăcaș de cult a fost acoperit de ape, în timpul construcției barajului de la Porțile de Fier I. Având în vedere că la acea dată în Orșova exista o puternică comunitate de catolici (germani, unguri și cehi), regimul comunist a permis în mod excepțional ridicarea unei noi biserici cu finanțare exclusivă din Germania.
1972–1973 - Atelierul școală al Facultății de Construcții din Timișoara;
1976–1979 - Biserica romano-catolică din Dumbrăvița, județul Timiș.

## Premii și distincții[5]
1964 - Premiat de Comitetul de Stat pentru Construcții pentru realizarea proiectului Universitatea din Timișoara;
1967 - Premiat de Uniunea Arhitecților pentru realizarea proiectului Universitatea din Timișoara;
1970 - Mențiune de creație acordată de Uniunea Arhitecților pentru lucrarea Liceul de Muzică „Ion Vidu” din Timișoara, realizată în colaborare cu arh. Aurelia Fackelmann. 
Sala de concerte a Liceului de Muzica a fost gândită ca un fotoliu imens care să reunească întreg publicul sub o cupolă comună și deține o acustică deosebită. Yehudi Menuhin, cu ocazia înregistrărilor din 1969, a considerat acustica, pentru vremea respectivă, ca fiind cea mai bună din Europa.
Începând cu anul 1970 Hans Fackelmann a fost conferențiar la Facultatea de Construcții a Institutului Politehnic Traian Vuia din Timișoara, prilej de formare a unei generații întregi de arhitecți. Asociația Arhitecților din România l-a numit vice-președinte între anii 1970–1979.